# Aeroportul Tynda
Aeroportul Tynda (IATA: TYD, ICAO: UHBW) este un aeroport din Regiunea Amur, Rusia ce deservește zona Tînda⁠(d). Aeroportul a fost tranzitat în 2021 de 10.561 de pasageri. A fost numit după zona deservită.
Situat la o altitudine de 605 m, aeroportul dispune de 1 pistă.

## Infrastructură

### Piste
Aeroportul dispune de o singură pistă. Pista 06/24 are suprafața de asfalt și dimensiunile 1.923 m × 35 m. 